# Áo bông che bạn
Áo bông che bạn là một sáng tác của Trần Tế Xương (1870-1907), một nhà thơ lớn của dân tộc Việt Nam. Theo nhà thơ Xuân Diệu thì bài thơ này là một trong số những bài tiêu biểu cho mảng thơ trữ tình của Trần Tế Xương.

## Nguyên văn & chú thích
Áo bông che bạn
1. Ai ơi có nhớ ai không?
2. Trời mưa một mảnh áo bông che đầu.
3. Nào ai có tiếc ai đâu?
4. Áo bông ai ướt khăn đầu ai khô.
5. Người đi Tam Đảo, Ngũ Hồ
6. Kẻ về khóc trúc, than ngô một mình
7. Non non, nước nước, tình tình
8. Vì ai lận đận cho mình ngẩn ngơ!

Bản chép khác:
- Câu 1: Hỡi ai, ai có thương không? Căn cứ vào cách dùng chữ của Tú Xương (chẳng hạn câu 3 "Nào ai có tiếc ai đâu"), phiên bản "Ai ơi có nhớ ai không" là hợp lý hơn cả.
- Câu 3: Vì ai, ai có biết đâu? Tương tự câu 1, phiên bản "Nào ai có tiếc ai đâu" có vẻ hợp lý nhất với phong cách dùng chữ của tác giả.
- Câu 8: Vì ai ngơ ngẩn cho mình ngẩn ngơ! hoặc Vì ai tươi thắm cho mình ngẩn ngơ!. Theo kiến giải của thi sĩ Xuân Diệu, trong bài "Áo bông che bạn", "tình" ở đây không phải là tình yêu trai gái mà là tình non nước. Người bạn này nếu không hẳn là Phan Bội Châu thì cũng là một bạn đồng tâm đồng chí, về sau đã xuất dương. Cho nên đặt chữ “lận đận” vào đây là hợp hơn cả.

Theo tác giả sách Thơ văn Trần Tế Xương, thì: Trên đường gặp mưa, nhà thơ đã lấy áo bông của mình che đầu cho bạn. Giờ bạn đã đi xa, tác giả ghi nhớ lại việc cũ.
- Câu 1: chữ ai trước chỉ bạn, chữ ai sau nhà thơ tự chỉ mình.
- Câu 3: chữ ai trước chỉ nhà thơ, chữ ai sau chỉ bạn.
- Câu 4: cách dùng chữ ai, giống như câu 2.
- Câu 5: Tam Đảo, Ngũ Hồ là thắng cảnh ở Hàng Châu (Trung Quốc), ý nói bạn là người lịch lãm, nay đây mai đó.
- Câu 8: chữ ai ở câu này chỉ bạn[2].

## Giai thoại & lời bình
Nhà văn Nguyễn Công Hoan kể lại rằng:
Sau vụ lụt lớn năm 1926, ông ra Hà Nội, một tối Tản Đà rủ ông đi chơi mát bằng xe giờ. Người kéo xe này gầy và già, nhưng hai người chỉ đi hóng gió, không cần chạy nhanh. Ngồi trên xe, Tản Đà nói chuyện thơ Tú Xương. Tác giả "Khối tình con" đọc bài Sông lấp, nức nở khen chữ "vẳng" và chữ "giật" vì nó chan chứa kín đáo cái ngậm ngùi của một tinh thần hoài cổ. Ông bảo ông mới địch nổi Tú Xương được một lần thôi, bằng chữ "vèo" trong bài Cảm thu, tiễn thu của ông: 
Vèo trông lá rụng đầy sân,
Công danh phù thế có ngần ấy thôi.
Anh phu xe kéo chúng tôi, mấy phút đầu còn chạy một cách dưỡng lão thôi, đến lúc ấy anh đi thong thả lại, Tản Đà lại đọc nữa: 
Ai ơi có nhớ ai không?
Trời mưa, một mảnh áo bông che đầu.
Nào ai có tiếc ai đâu?
Áo bông ai ướt khăn đầu ai khô.
Tản Đà đọc đến câu khăn đầu ai khô, tự nhiên anh phu xe dừng lại và khen: hay quá!
Chúng tôi hỏi ra, biết người kéo xe không phải là nhà nghề. Ông ta là một thầy đồ, vì lụt nên nghèo đói, phải ra Hà Nội tạm kéo xe. Từ lúc ấy, chúng tôi không dám ngồi xe cho ông ta kéo nữa. Ba người cùng đi bộ với nhau để nói chuyện thơ, rồi cùng về tòa báo ở phố Hàng Lọng. Tản Đà mời ông phu xe vào nhà chơi, cùng uống rượu, và rượu xong, tiễn ông một đồng bạc.
Tôi nhắc lại: khi nghe bốn tiếng "khăn đầu ai khô" thì ông đồ kéo xe dừng lại. Còn tôi, khi nghe bốn tiếng ấy cũng có cái gì nó bò bò ở trong gáy làm tôi thít lên...
Sau khi thuật lại giai thoại văn học này, thi sĩ Xuân Diệu còn viết thêm lời bình:
Về bài Áo bông che bạn, có ý kiến cho rằng "bạn" ở đây là một người đàn bà. Nhưng nhiều ý kiến cho rằng "tình" đây không phải là tình yêu, tình với người ả đầu chẳng hạn, mà khẳng định đây là tình non nước. Tú Xương chẳng tiện nói thẳng ra mà phải ngụy trang bằng một giọng văn hai nghĩa: Non non, nước nước, tình tình. Người bạn này nếu không hẳn là Phan Bội Châu thì cũng là một bạn đồng tâm đồng chí, về sau đã xuất dương: Người đi Tam Đảo, Ngũ Hồ...
Còn câu: Kẻ về khóc trúc, than ngô một mình, hiểu nghĩa văn học thì khóc trúc là trúc mà bà vợ vua Thuấn khóc chồng đã vẩy nước mắt vào, làm cho lốm đốm; than ngô là cây ngô đồng trong thơ cổ, hiểu nôm na khóc trúc, than ngô là khóc cho nhân dân mà đa số là nông dân...
Và: 
Non non, nước nước, tình tình
Vì ai lận đận cho mình ngẩn ngơ!
Tình là tình non nước, tình núi sông, thì chữ "lận đận" vào đây là hợp hơn cả.
Tám câu lục bát Áo bông che bạn này đầy một hồn văn trữ tình.

## Sách tham khảo
- Xuân Diệu, Các nhà thơ cổ điển Việt Nam (tập 2). Nhà xuất bản Văn học, 1987.
- Nguyễn Đình Chú-Lê Mai, Thơ văn Trần Tế Xương. Nhà xuất bản Giáo dục, 1984.